# Behavioral and Brain Sciences
Behavioral and Brain Sciences is een internationaal, aan collegiale toetsing onderworpen wetenschappelijk tijdschrift op het gebied van de
gedragswetenschap en de neurologie.
De naam wordt in literatuurverwijzingen meestal afgekort tot Behav. Brain Sci.
Het wordt uitgegeven door Cambridge University Press en verschijnt tweemaandelijks.
Het eerste nummer verscheen in 1978.